# Zevenaar (stad)

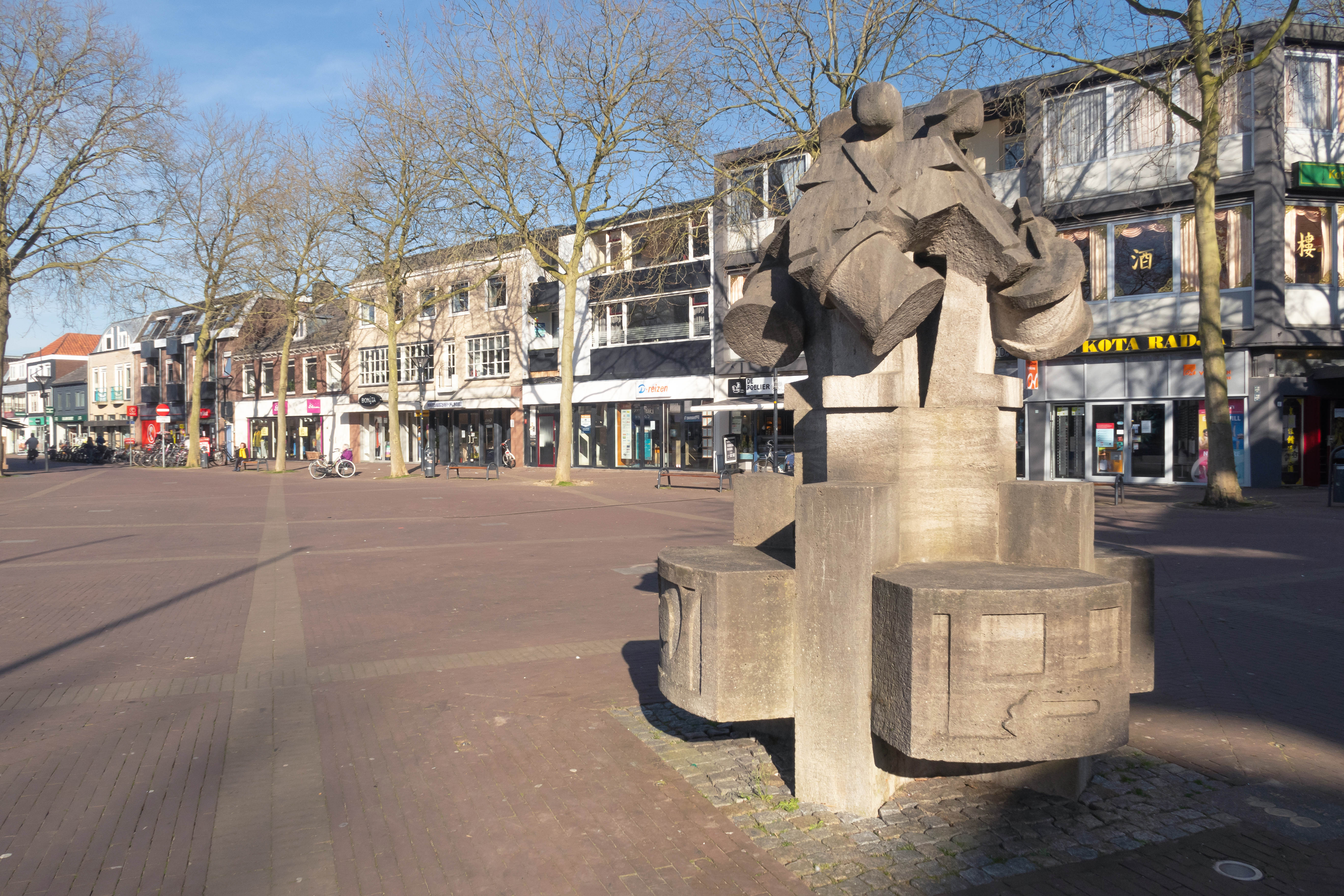
Oorlogsmonument de Vier Tamboers

Zevenaar (uitspraakⓘ) (Kleverlands/Zuid-Gelders: Zê(ve)nder) is een stad in de Liemers, in de Nederlandse provincie Gelderland, en de hoofdplaats van de gemeente Zevenaar.

## Geschiedenis
De oudst zeker bekende naam uit de 11e eeuw voor Zevenaar is Subenhara, maar dat werd al in de laat-feodale tijd Seventer. De naam komt ook terug in de middeleeuwse Burght Sevenaer. Deze mag niet worden verward met Huis Sevenaer, dat op een andere locatie aan de oostzijde van het stadscentrum is gelegen. De burcht, die rond 1685 is gesloopt, lag aan de westzijde van het stadscentrum op het huidige Masiusplein en heeft vanwege de strategische ligging een cruciale rol gespeeld in de strijd om de Liemers. In 1049 schonk Hendrik III, keizer van het Heilige Roomse Rijk, zijn hof in Zevenaar aan zijn ridder Anselm. De landsheer met het goede oog voor de omgeving is waarschijnlijk Otto II van Gelre. Deze kocht op 16 juni 1256 een hof, hoeven, landerijen, weiden, visserijrechten, woeste gronden, enz. te Zevenaar van het kapittel van Sint-Marie in Utrecht. In 1487 ontving Zevenaar stadsrechten van Johan, hertog van Kleef en graaf van der Mark. Om de stad werden vestingwerken aangelegd met stadspoorten.
Naast de twee kastelen waren er ook diverse middeleeuwse havezaten in Zevenaar, zoals Mathena, Enghuizen en Swanepol. Het huis Matena is bewaard gebleven en maakte in de 20e eeuw deel uit van de sigarettenfabriek Turmac.

### Gelre, Bergh en Kleef
Zevenaar ligt in het hart van de Liemers. Dit gebied ligt in de driehoek van de Rijn, de zuidelijke IJsseloever en de rijksgrens. Deze situering heeft in de loop der eeuwen een stempel gedrukt op de ontwikkeling van de streek. Tot in de 19e eeuw was er in de Liemers geen sprake van bestuurlijke eenheid. De hertogen van Gelre, die van Kleef en de graven van den Bergh probeerden door middel van pandschappen, aankoop en huwelijkspolitiek hun verspreid liggende bezittingen aaneen te smeden. Door geldnood gedwongen verpandde in het jaar 1355 hertog Reinoud III van Gelre zijn Liemerse bezittingen aan zijn zwager graaf Jan van Kleef. Omdat de Gelderse hertogen het geleende geld niet terugbetaalden ging het Ambt de Liemers over in Kleefs bezit. In het jaar 1487 kreeg Zevenaar stadsrechten van hertog Johan II van Kleef.
Nadat de laatste Kleefse hertog in 1609 was gestorven, ontstond de Gulik-Kleefse Successieoorlog waarmee ook prins Maurits zich ging bemoeien. Hij wilde geen katholieke, pro-Spaanse, opvolger in Kleef. Het conflict eindigde met de overdracht van het hertogdom Kleef aan het keurvorstendom Brandenburg dat als Brandenburg-Pruisen enkele jaren later samen ging met Pruisen.

### Franse tijd
In 1801 beloofde Pruisen te gaan onderhandelen met de Bataafse Republiek over de overdracht van de zogenoemde Kleefse enclaves. Dit nieuws werd een jaar later door de bevolking met gemengde gevoelens ontvangen. Jarenlange onderhandelingen volgden. Toen in 1806 de Franse vazalstaat Koninkrijk Holland ontstond waren de onderhandelingen volledig vastgelopen. Franse troepen namen de Liemers in bezit wat tot honger onder de burgers leidde. Een jaar later werden de onderhandelingen heropend wat ertoe leidde dat Zevenaar op 22 april 1808 deel ging uitmaken van het Koninkrijk Holland. Twee jaar later ging deze vazalstaat op in het Eerste Franse Keizerrijk. De aankomst in 1813 van de prins van Oranje op het strand van Scheveningen betekende voor de Liemers inkwartiering van o.a. de Pruisen. Zevenaar werd opnieuw Pruisisch totdat het Wener Congres bepaalde dat het op 1 juni 1816 voorgoed Nederlands werd.

### Groei
Na de Tweede Wereldoorlog, die Zevenaar grote schade toebracht, werd de wederopbouw voortvarend aangepakt en nieuwe wijken verrezen in snel tempo rond de oude kern. In 1958 bedroeg het inwonertal van de stad Zevenaar 10.000. Het inwonertal is inmiddels gestabiliseerd tot rond de 32.000. Eind 2007 werd een begin gemaakt met het realiseren van twee nieuwe woonwijken, Reisenakker in het noordwesten en Groot Holthuizen in het oosten.

## Geografie

### Topografie
Zevenaar ligt in de provincie Gelderland, in het oosten van Nederland, tegen de grens met Duitsland aan. De grootste plaats in de buurt is Arnhem. Zevenaar heeft een regiofunctie voor dorpen in de omgeving, omdat de enige middelbare school van de omgeving samen met het Candea College in Duiven, het Liemers College, in Zevenaar en Didam is gevestigd. De stad bevindt zich ongeveer 10 m boven zeeniveau.

### Aangrenzende plaatsen
| Aangrenzende gemeenten | Aangrenzende gemeenten | Aangrenzende gemeenten | Aangrenzende gemeenten | Aangrenzende gemeenten |
| ---------------------- | ---------------------- | ---------------------- | ---------------------- | ---------------------- |
| Duiven                 |                        | Doesburg               |                        | Doesburg               |
|                        |                        |                        |                        |                        |
| Groessen               | Didam                  |                        |                        |                        |
|                        |                        |                        |                        |                        |
| Doornenburg            |                        | Pannerden              |                        | Babberich              |

### Klimaat
Zevenaar ligt, net als in een groot gedeelte van Nederland, in een gebied met een gematigd zeeklimaat, waarbij de weerpatronen sterk worden beïnvloed door de nabijheid van de Noordzee in het westen en de daarmee gepaard gaande noordwestenwinden en stormen. De wintertemperaturen zijn er mild; gemiddeld boven nul, al is vorst niet ongewoon tijdens vlagen van oostelijke of noordoostelijke wind vanuit het Europese binnenland, zoals uit Scandinavië, Rusland en zelfs Siberië. De zomers zijn er warm, maar zelden heet.
Er worden regelmatig dagen met grote neerslag waargenomen, maar de jaarlijkse neerslag komt niet boven de 800 mm uit. De meeste neerslag valt als aanhoudende motregen of lichte regen. De aanwezigheid van veel waterbekkens zorgt ervoor dat bewolkte en vochtige dagen veel voorkomen, met name in de koelere maanden van oktober tot maart.
| Maand                       | jan  | feb  | mrt | apr  | mei  | jun  | jul  | aug  | sep  | okt  | nov | dec | Jaar |
| --------------------------- | ---- | ---- | --- | ---- | ---- | ---- | ---- | ---- | ---- | ---- | --- | --- | ---- |
| Gemiddeld maximum (°C)      | 4,2  | 5,3  | 8,9 | 13,2 | 17,6 | 20,8 | 21,7 | 21,6 | 19,3 | 14,5 | 8,6 | 5,6 | 13,4 |
| Gemiddelde temperatuur (°C) | 1,7  | 2,3  | 5,4 | 8,6  | 12,6 | 15,8 | 17,0 | 16,9 | 14,7 | 10,7 | 5,9 | 3,1 | 9,6  |
| Gemiddeld minimum (°C)      | −0,7 | −0,6 | 2,0 | 4,1  | 7,7  | 10,8 | 12,4 | 12,3 | 10,1 | 6,9  | 3,2 | 0,7 | 5,7  |
|                             |      |      |     |      |      |      |      |      |      |      |     |     |      |
| Neerslag (mm)               | 64   | 49   | 51  | 49   | 59   | 71   | 77   | 76   | 65   | 62   | 69  | 72  | 764  |
| Bron: climate-data          |      |      |     |      |      |      |      |      |      |      |     |     |      |

## Verkeer
Door de gemeente Zevenaar loopt een aantal belangrijke verkeersaders, namelijk:
Iets ten noorden van Zevenaar loopt de A12. Aangezien de snelweg loopt vanaf Den Haag en vlak na Zevenaar overgaat in de Duitse BAB3, is deze snelweg van groot belang voor de industrie in Zevenaar. Door het doortrekken van de A15 tot aan Zevenaar, verdwijnt de afrit Griethse Poort, en wordt deze vervangen door een nieuwe afrit, Zevenaar Oost, ongeveer 1200 meter verderop. Bij de huidige afrit zat tot 2017 een vestiging van AC Restaurant. Deze is door eigenaar Jumbo omgebouwd tot La Place.
- Spoorlijn Amsterdam - Elten en de Betuweroute

Dwars door Zevenaar lopen twee zeer belangrijke spoortrajecten. Deze trajecten worden vooral gebruikt voor goederenvervoer van en naar Rotterdam, en de ICE vanuit Amsterdam - Utrecht - Arnhem richting het Ruhrgebied (en van daaruit verdere bestemmingen).
Zevenaar heeft een eigen station: station Zevenaar. vroeger had Zevenaar nog een ander station: station Zevenaar GOLS.

## Monumenten

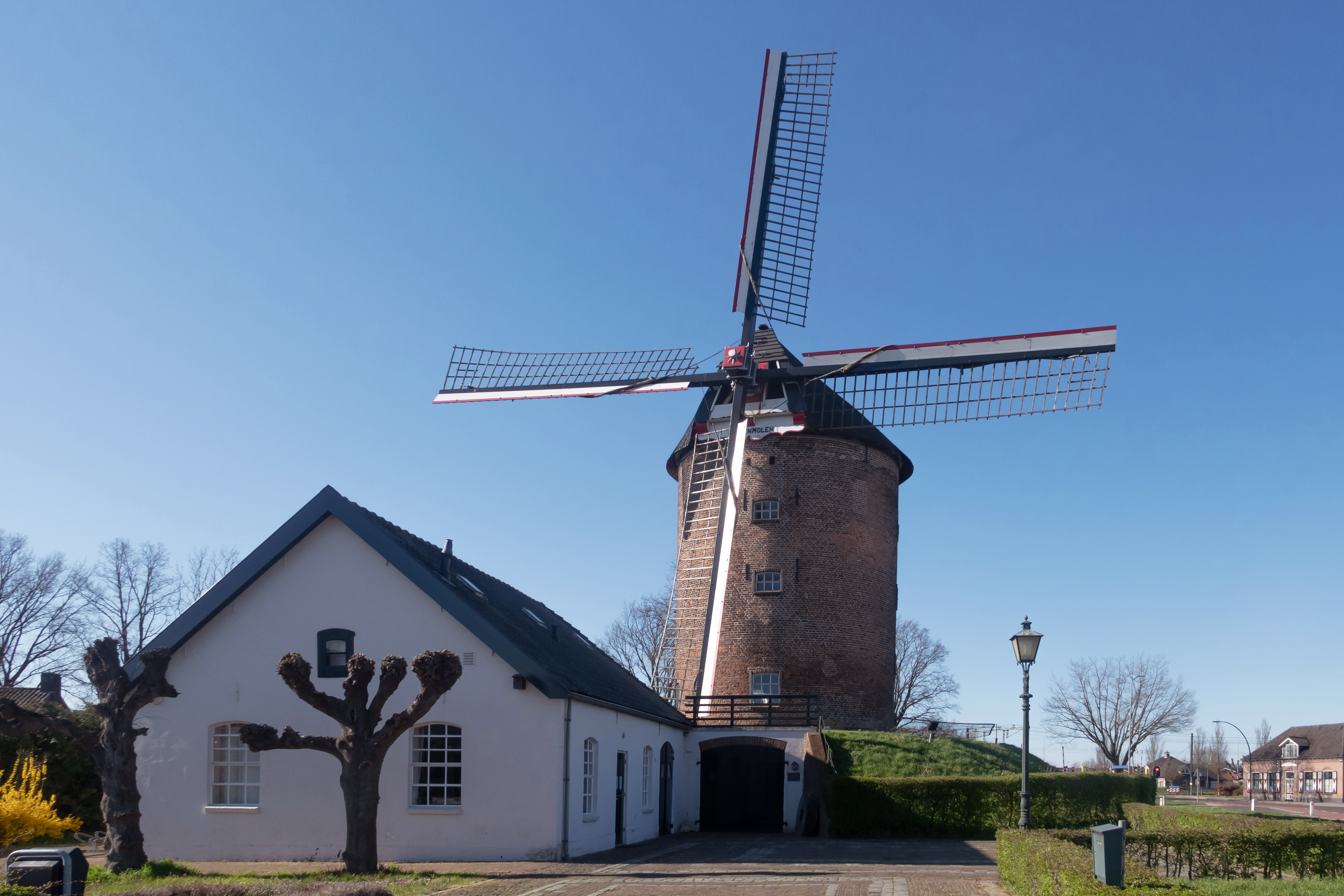
Buitenmolen

In Zevenaar bevinden zich een aantal rijksmonumenten, gemeentelijke monumenten en oorlogsmonumenten, zie:
- Lijst van rijksmonumenten in Zevenaar (plaats)
- Lijst van gemeentelijke monumenten in Zevenaar (plaats)
- Lijst van oorlogsmonumenten in Zevenaar

In Zevenaar staat De Buitenmolen.

## Sport
Zevenaar kent meerdere voetbalclubs, namelijk SV DCS, SV OBW en SDZZ. Naast drie voetbalverenigingen kent Zevenaar ook een tafeltennisvereniging (ttv Zevenaar), hockeyvereniging (HVZ), een badmintonvereniging (BCZ) en een korfbalvereniging (KV de Zwaluwen).
Ook is er een groot sportcomplex, een multifunctioneel sportcentrum met faciliteiten als tennis, squash, fitness en groepslessen. In de regio is het een van de grootste sportcentra.
In Zevenaar zit ook rugbyclub de Duuvels. Daarnaast is er een volleybalvereniging, genaamd Labyellov.
Bovendien kent Zevenaar een basketbalvereniging genaamd Basketiers'71.

## Carnaval
Tijdens carnaval is Zevenaar bekend onder de naam Boemelburcht. De diverse carnavalsoptochten en -feesten trekken duizenden bezoekers uit de regio. Vooral frühschoppen, op de maandag van carnaval, is een groot feestevenement.

## Wetenswaardigheid
- Er was een dessertkaas vernoemd naar de stad, de Subenhara kaas, die van 1963 tot 1992 geproduceerd werd in de plaatselijke Zuivelfabriek de Liemers.

## Bekende Zevenaren

### Geboren in Zevenaar
- Johan Baptist Pelgrom (1790-1863), medicus
- Ottho Gerhard Heldring (1804-1876), predikant en auteur
- Adrienne Cornelder-Doffegnies (1865-1937), schilder
- Chris Smeenk (1880-1964), politicus
- Peter Diesveld (1912-1992), accountant en oorlogsheld
- Ben Hermsen (1922-1986), politicus
- Harry van Kuyk (1929-2008), kunstenaar en grafisch ontwerper
- Wam de Moor (1936-2015), schrijver, dichter, neerlandicus, literatuurcriticus
- Geert van Rumund (1956), politicus
- Erik Parlevliet (1964-2007), hockeyer
- Sandra Ysbrandy (1969), televisiekok
- Danny Heister (1971), tafeltennisser
- Karst Tates (1971-2009), aanslagpleger aanslag op Koninginnedag 2009
- Ruud Knol (1981), voetballer
- Alberto Radstake (1983), televisieproducent
- Jeroen van der Zee (1986), scenarioschrijver
- Rogier Veenstra (1987), voetballer en voetbaltrainer
- Barry Beijer (1989), voetballer
- Wesley Koolhof (1989), tennisser
- Jorie Schepers (1992), voetbalster
- Jan Lammers (1995), voetballer
- Victor Steeman (2000-2022), motorcoureur
- Mayke Lindner (2003), voetbalster

### Overleden in Zevenaar
- Fons van Bastelaar (1922-2022), burgemeester
- Johannes Daalderop (1907-1971), burgemeester
- Jopie Knol (1926-2022), politica
- Alphons Joseph Marie Nederveen (1888-1979), politicus
- Pieter Huibertus Pols (1916-1984), politicus
- Ricky Talan (1960-2015), voetballer

### Gewoond in Zevenaar
- Johan Stekelenburg (1941-2003), vakbondsbestuurder en politicus
- Phillip Cocu (1970), ex-voetballer van o.a. PSV en FC Barcelona en voetbaltrainer. Speelde in de jeugd van DCS en woonde in de buurt Lentemorgen II
- Servais Knaven (1971), wielrenner en ploegleider
- Barbara Snellenburg (1975), model en actrice. Woonde in Zevenaar en zat op het Liemers College. Kwam in aanmerking voor de rol van bondgirl in de film The World Is Not Enough. Was in 2010 de hoofdpersoon in het programma Het mooiste meisje van de klas.
- Linda Wagenmakers (1975), zangeres, musicalactrice, scenarioschrijfster, regisseuse, theatermaakster en zangcoach
- Ruud Knol (1981), ex-voetballer van o.a. Vitesse en Sparta Rotterdam. Heeft bij de selectie van het Nederlands Elftal gezeten